# Севан
Сева́н (арм. Սևանա լիճ), ранее Гокча́, — наибольшее озеро Кавказа, расположенное на Армянском нагорье в Армении. Одно из главных озёр исторической Армении. Площадь озера составляет 1240 км².
Из озера вытекает река Раздан. Воды Севана и Раздана используются Севанским каскадом ГЭС. Для пополнения вод Севана построен тоннель (48,3 км) для переброски в озеро вод реки Арпа. В 1978 году создан природный национальный парк «Севан».

## Название
До недавнего времени гидроним Севан объясняли из современного арм. сев — «чёрный» и арм. ванк — «монастырь», по цвету стен монастыря Севанаванк, построенного на этом озере из вулканического туфа, что оказалось народной этимологией, в грабаре слово "ванк" является множественным числом именительного падежа к слову "ван" . Расшифровка клинописи на камне, найденном на берегу озера, которая датируется IX—VI вв. до н. э., позволила установить происхождение Севан от урарт. суниа — «озеро».
В Средние века называлось по-армянски Гела́мское озеро, Гега́мское море (др.-арм. Գեղամայ ծով или арм. Գեղամա ծով), Гехаркуни́к (арм. Գեղարքունիք) (Геларкуни), Севанга. В древнеармянских источниках озеро Севан называлось также «морем».
У Мовсеса Хоренаци, армянского автора V века, сохранилось предание об истории происхождения древнего названия озера — Гелам (Гегам). Так, рассказывая о расселении потомков Хайка, легендарного прародителя армян, Хоренаци пишет:

По прошествии лет Гелам родил в Армавире Харма и, оставив его жить в Армавире вместе с его сыновьями, сам ушёл на северо-восток к другой горе, на берег одного озерца. Он обстраивает и заселяет берег озерца и даёт, также и он, названия по своему имени и этой горе — Гел, и селениям — Геларкуни; так же называется и озеро.

О происхождении названия «Севан» существуют несколько легенд.
По одной из легенд озеро образовалось, когда одна из невесток забыла положить крышку, преграждающую путь роднику. Разливаясь по сторонам, вода стала затоплять дома, покидая которые жители приговаривали: «Пусть окаменеет тот, кто оставил родник открытым». Забывчивая невестка тут же превратилась в камень, который виднеется на поверхности озера под названием — Арснакар («камень невестки»).
Согласно другому преданию, ванские армяне, вынужденные покинуть свои края, переселились на берега озера Севан, напоминавшие им родину. Но холодный и суровый высокогорный климат не понравился им. Вспоминая мягкий и тёплый воздух озера Ван, они с горечью восклицали: «Чёрный Ван (сев Ван) достался нам, чёрный Ван!».
Позднее озеро называлось также Гокча (азерб. Göyçə gölü, Ҝөјчә ҝөлү), что в переводе с тюркских языков означает «синяя вода» («гёк-чай»). Название в форме «Кокче тениз» встречается в некоторых рукописях труда начала XIV века «Джами ат-таварих» персидского автора Рашид ад-Дина. Название в форме «Гэкче-дениз» встречается в рукописи XVI века огузского героического эпоса «Китаби Деде Коркут».
В энциклопедии Южакова (1901) приводится древнеперсидское название озера Гаосравага.
В некоторых источниках дореволюционной России озеро было известно как Севанга (арм. Սևանգա; использовалось наряду с тюркским названием), Гёг-чайское или Гёгчайское озеро.

## Севан в истории

Надпись 1141 года на древнеармянском языке, сообщающая об утоплении в озере некого Автантила сына Авана. Село Варденик, Гегаркуникская область

Наряду с Ваном и Урмией — одно из главных озёр исторической Армении. На севере армянской историко-географической области Сюник. На берегах озера обнаружены надписи II века до н. э. царя Великой Армении Арташеса I. После признания Ашота I царём Армении около 885 года, византийский патриарх Фотий послал последнему письмо с фрагментом Животворящего Креста. Линн Джонс отмечает, что реликвия хранилась в монастыре, основанном его дочерью Мариам, на острове озера Севан. В 921 году армянский царь Ашот II Железный, укрепившись на острове Севана, разбил арабскую армию военачальника Бешира на берегу озера, очистив Армянское царство от иноземных захватчиков. Сражение вошло в историю как Севанская битва. Согласно британскому историку Стивену Рансимену, в XIII веке областью озера Севан владели армянские князья из рода Орбелян. Позднее вокруг озера сохранялись ряд армянских меликств.

## Физико-географическая характеристика

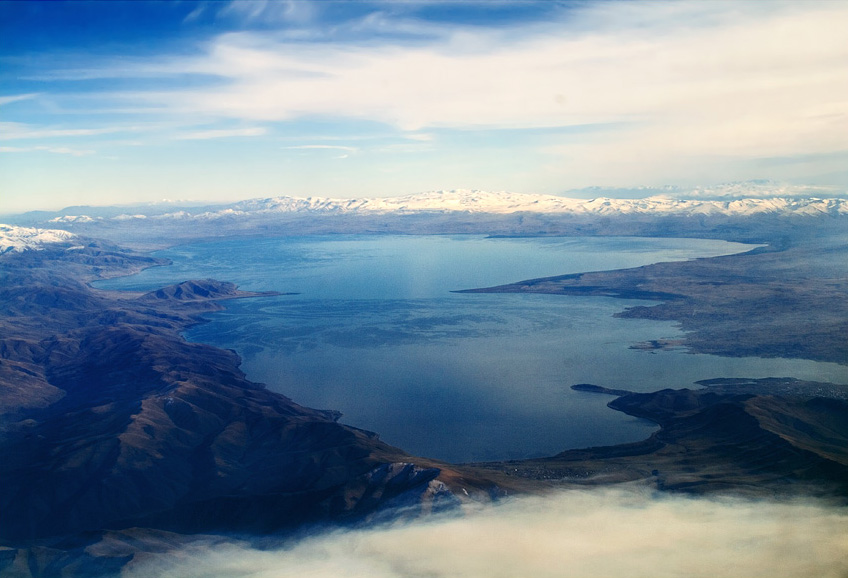
Вид на озеро с самолёта

Поверхность вод озера Севан расположена на высоте 1898 м над уровнем моря (по другим данным — 1916 м). Площадь водной поверхности — 1240 км² (1360 км² до понижения уровня). Средняя глубина составляет 26,8 м, максимальная — 80 м.
Площадь водосбора бассейна озера Севан составляет 4750 км² (по более старым данным — 4890 км²). Объём воды (в начале 2009 года) — 36,088 км³.
В озеро впадает 28 рек, вытекает одна река Раздан (приток Аракса).
Озеро одновременно тектонического и запрудного характера. Одноимённая котловина тектонического происхождения, а запруда образовалась вследствие излияния голоценовых лав.
Севан окружён горными хребтами: с севера Памбакским и Арегуни, с северо-востока — Шахдагским (Севанским), с запада — Гегамским, с юга — Варденисским.
Шоржинским подводным валом-порогом, Артанишским полуостровом и Норатусским мысом, вдающимися в озеро, Севан делится на две части: Малый Севан (западный) и Большой Севан (восточный). Малый Севан отличается большей глубиной и изрезанными берегами. Именно в этой части сосредоточен больший объём воды озера. Наиболее глубокое место Севана расположено недалеко от подножья хребта Арегуни. В Большом Севане дно ровное, берега мало изрезаны, глубина не превышает 30 метров.
Озеро Севан — пресноводное, водная поверхность имеет лазурно-синий цвет. Минерализация воды до 700 мг/л, сухой остаток составляет 0,5 г/л.

## Изменение уровня озера

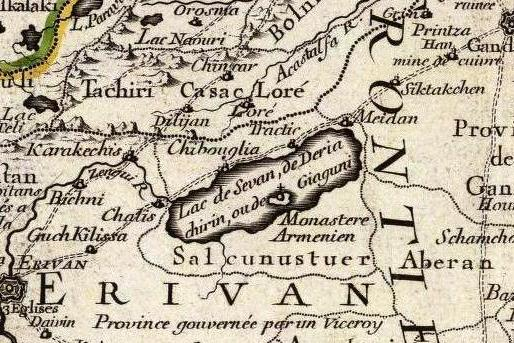
Озеро на карте Гийома Делиля, 1723 г.

Карта 1899 года

Озеро Севан — единственный крупный гарантированный источник пресной воды в Армении и крупнейший на всём Кавказе. В связи с этим с давних времён ставилась задача об эффективном использовании водных ресурсов озера.
В 1848 году была поставлена задача об использовании воды озера для орошения земель по левому берегу Раздана.
В начале XX века появляется несколько предложений по использованию вод озера в практических целях. В их числе предложенный в 1910 году Манасерьяном проект спуска уровня озера. Было подсчитано, что из всего объёма притока 95 % воды испаряется из-за большой поверхности зеркала; таким образом значительная часть водных ресурсов якобы просто «пропадает». Предлагалось уменьшить глубину озера на 45 метров и использовать освободившиеся водные ресурсы для орошения Араратской равнины и выработки электроэнергии.
С 1923 года разрабатывались планы по использованию вод в нуждах народного хозяйства. В 1926—1930 году для этой цели природу бассейна озера Севан изучала Закавказская комиссия АН СССР. Тогда средний уровень озера находился на высоте 1935 м (1927 год).
В 1931 году появляется первая схема понижения уровня озера, согласно которой за 50 лет он должен был быть понижен на 55 метров; периметр составил бы тогда 80 км, а объём 5 км³. При этом от всего Севана должно было остаться небольшое озеро площадью 299 км² на месте Малого Севана. Освободившуюся площадь предполагалось использовать для посадки орешника, дуба и т. д.
В 1933 году после одобрения проекта начались работы по созданию искусственных путей стока и углублению русла реки Раздан. Стоки представляли собой тоннельные сооружения на глубине 40 метров. С 1937 года началось интенсивное использование вод озера. Начало эксплуатации Севан-Разданского ирригационно-энергетического комплекса послужило мощным толчком для развития экономики Армянской ССР. К концу 1933 года уровень озера опустился на 10 метров (1925 м).
С началом Великой Отечественной войны работы были приостановлены, и завершились только в 1949 году. Тогда ежегодно уровень воды опускался более чем на метр.
Падение уровня озера в совокупности с увеличением выбросов сточных вод отрицательно сказалось на биохимическом обороте веществ, привело к нарушению нормальной деятельности экосистем, что в конечном итоге повлекло за собой процесс эвтрофикации — увеличение накопления органических веществ в воде с 25 тысяч тонн в 1930-х годах до 150 тысяч тонн в 1999 году. Эвтрофикация выражается в периодическом «цветении» озера и грозит ухудшением качества воды, непригодностью к использованию в питьевых и хозяйственных целях.
В конце 1950-х начался пересмотр проекта снижения уровня озера. Это было сделано по нескольким причинам:
1. Возникли проблемы с освоением освободившихся земель, которые оказались совершенно неплодородными.
2. Появилась возможность замены построенных на Раздане гидроэлектростанций на ТЭС, тем более что первые не могли удовлетворить нужды народного хозяйства Армении.
3. В условиях увеличивающегося потребления водных ресурсов Севан оставался единственным резервным источником пресной воды в республике.

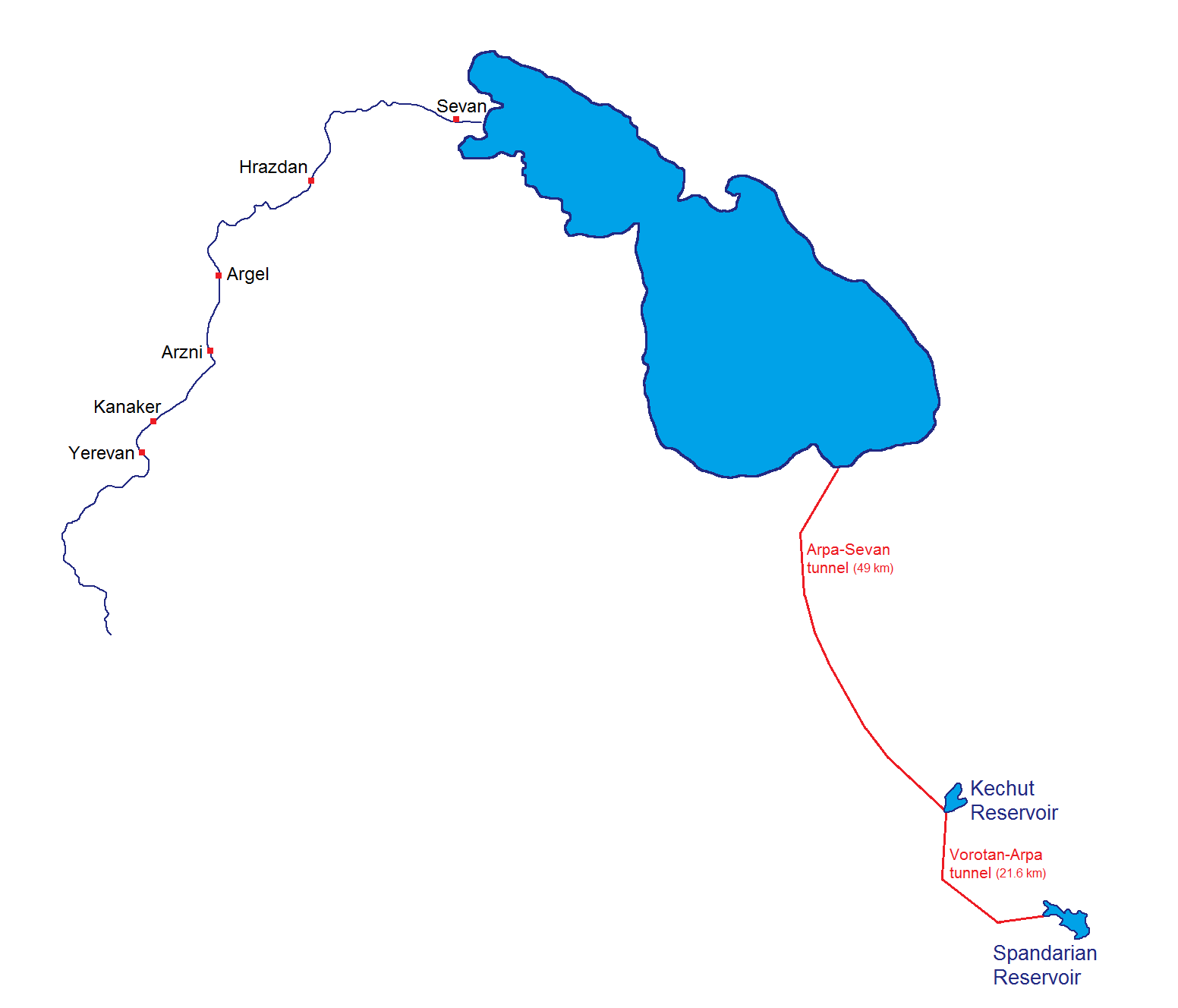
Водные тоннели и каскад

В 1961 году был опубликован доклад АН Армянской ССР. В нём говорилось о необходимости прекратить снижение уровня озера, который уже успел опуститься на 13,7 м. В связи с тем, что мощности Севан-Разданского каскада оказались невостребованными, было принято решение о переброске в озеро вод из Воротана и Арпы. Было подсчитано, что максимальный спуск уровня воды достигнет 18 м.
Реализация проекта началась в 1981 году, когда был построен тоннель длиной 48,3 км, ведущий из водохранилища Кечут на Арпе в озеро около села Арцванист, после чего началось строительство тоннеля Воротан-Арпа длиной 21,6 км. В 1988 году строительство приостановилось в связи с ухудшением экономической ситуации в республике, и было завершено только в 2003 году. Эксплуатация была официально начата 26 апреля 2004 года.
В начале 2006 года подъём уровня воды по сравнению с прошлым годом составил 41 см. В течение 2006—2010 уровень озера поднимался на 25—35 см в год.
В период 2012—2016 гг. уровень озера поднялся на 0,36 м (в среднем ежегодно на 7,2 см), что на 0,72 м ниже предусмотренного законом показателя (для пяти лет 1,08 м, ежегодно 21,6 см).
В 2018 году сообщалось, что текущие ремонтно-строительные работы на туннеле Арпа-Севан планируется завершить в 2019 году. После этого объём воды, поступающий в Севан через туннель, увеличится на 100—150 млн м³ и составит 200—250 млн м³ в год.
28 сентября 2018 г. министр экологии сообщил, что уровень озера Севан на 3 см выше показателя аналогичного периода 2017 года. Он также заверил, что с 2019 года начнется эксплуатация тоннеля Арпа — Севан, а это предполагает, что до озера можно будет довести дополнительные 270 млн кубических метров воды.
13 мая 2019 года уровень воды составил 1900 м 64 см, что на 3 см меньше показателя в тот же период 2018 года.
В январе-феврале 2021 года уровень озера Севан оказался самым высоким за последние 5 лет.

## Иные проблемы
По состоянию на 2002 год почти 35 % территории национального парка «Севан» на 12800 га, выделенной под лесопосадки, было превращено в лесосеку.
На прибрежной территории Севана есть около 4,5 тыс. незаконных построек. В 2021 году ниже отметки 1903,5 м насчитывается 1600 незаконных строений и недостроенных зданий. Осуществляется демонтаж этих строений.
В 2011 году отмечалось загрязнение Севана сточными водами и тяжелыми металлами, заболачивание озера, исчезновение рыбных запасов, изменение биоразнообразия и видоизменение рыбы, незаконная деятельность горнорудных предприятий, и пр. Депутат НС РА от партии Наследие Лариса Алавердян высказала озабоченность этими проблемами в ходе парламентских дебатов с правительством. Премьер-министр Тигран Саргсян переадресовал вопрос министру охраны природы Араму Арутюняну, но Арутюнян отверг обвинения и заявил, что прозрачность толщи воды в Севане увеличилась и это является показателем улучшения состояния озера, вскоре будут построены очистительные станции сразу в трёх городах Севанского бассейна, дробильно-сортировочный комплекс, который компания Геопромайниг-Голд построила в Сотке, не входит в зону Севанского национального парка.

## Фауна

### Водная фауна

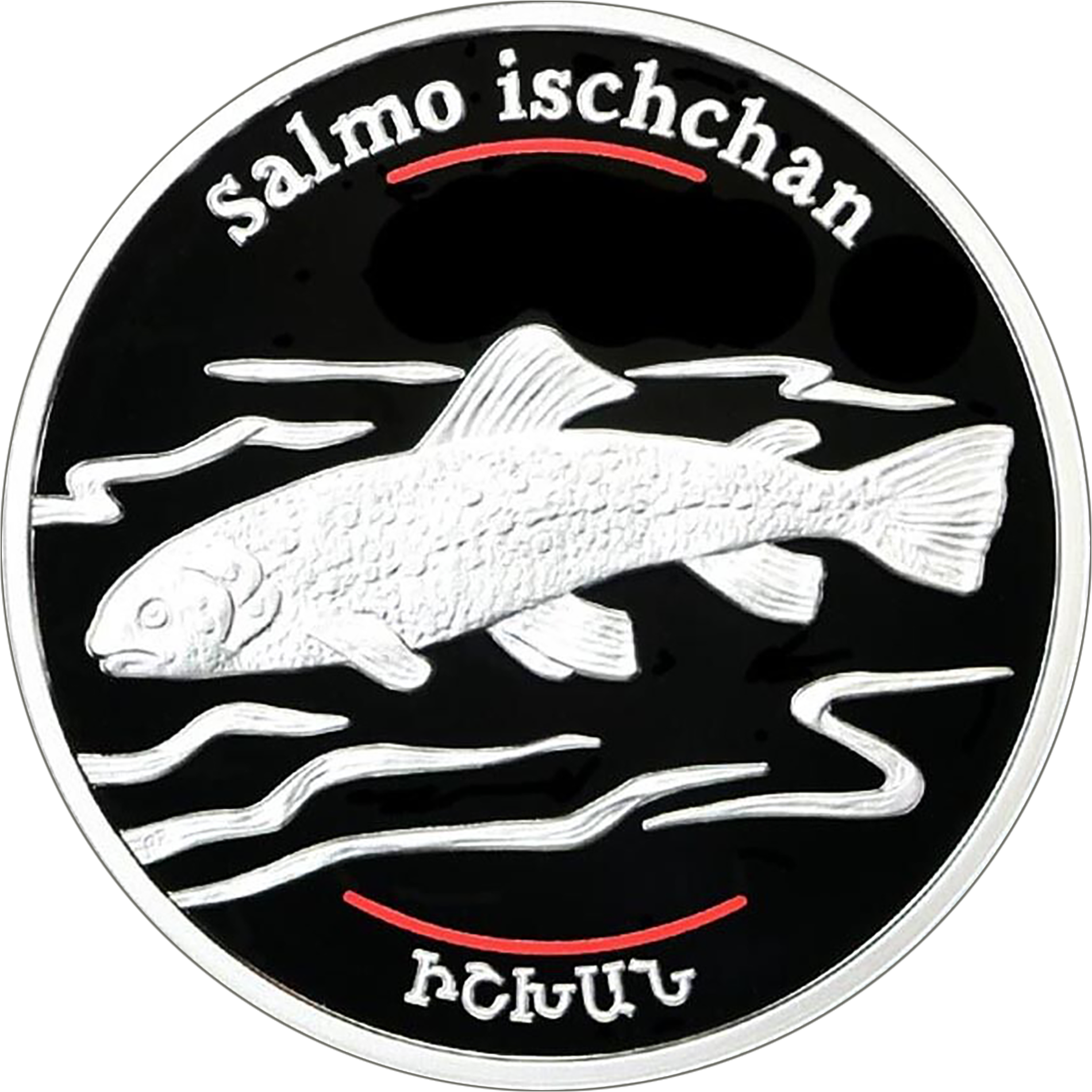
Ишхан на монете 2007 г.

В озере обитают эндемичные виды рыб: севанский беглу (усач) (Barbus goktschaicus), севанская храмуля (Varicorhinus capoeta sevangi), севанская форель (или ишхан, Salmo ischchan).
Ишхан был ранее представлен 4 подвидами, на сегодняшний день вымерли подвиды зимний бахтак и боджак. Существование ишхана находится под угрозой.
В результате хозяйственной деятельности человека понизился уровень воды в озере и площадь мест для нереста севанской форели существенно уменьшилась. Кроме двух вымерших, в 2019 году на грани исчезновения ещё один подвид. Четвёртый подвид культивируется на рыбопромысловых предприятиях.
Интродукция видов
Сиг проходной (Coregonus lavaretus), который был завезён из Ладожского и Чудского озёр, серебряный карась (Carassius gibelio) и узкопалый речной рак (Astacus leptodactylus).
В 1927 году на озере работало 3 рыбоводных завода на которых было занято свыше 600 человек (в весенний сезон), за год вылавливалось 750 тонн рыбы. На 1928 год, по данным Озёрной ихтиологической станции, промысел рыбы оценивался в 475—690 тонн в год.
90 % промыслового рыболовства Армении осуществляется на озере Севан и в отдельные годы составляло до 2000 тонн. Рыбные запасы озера Севан в 2002 году оценивались в 36 млн драм.
До спуска уровня озера основными промысловыми видами были форель, когак, а после спуска уровня — сиг, серебристый карась. На берегу озера были созданы рыбоводческие хозяйства для искусственного размножения форели. В озере Севан ишхан находится под угрозой вымирания.
В 2020 году Министерство окружающей среды Армении разработало новый проект, нацеленный на регулирование использование биоресурсов озера и после 15-летнего запрета разрешило промысловую ловлю сига на озере.

### Птицы
В бассейне озера Севан создан национальный парк «Севан» с четырьмя заповедниками и десятью заказниками. Озеро является важным центром популяции армянской чайки (Larus armenicus), численность которой здесь достигает 4000—5000 пар. Другие птицы, останавливающиеся на озере — американский лебедь (Cygnus columbianus), пискулька (Anser erythropus), красноносый нырок (Netta rufina), белоглазый нырок (Aythya nyroca) и черноголовый хохотун (Larus ichthyaetus).

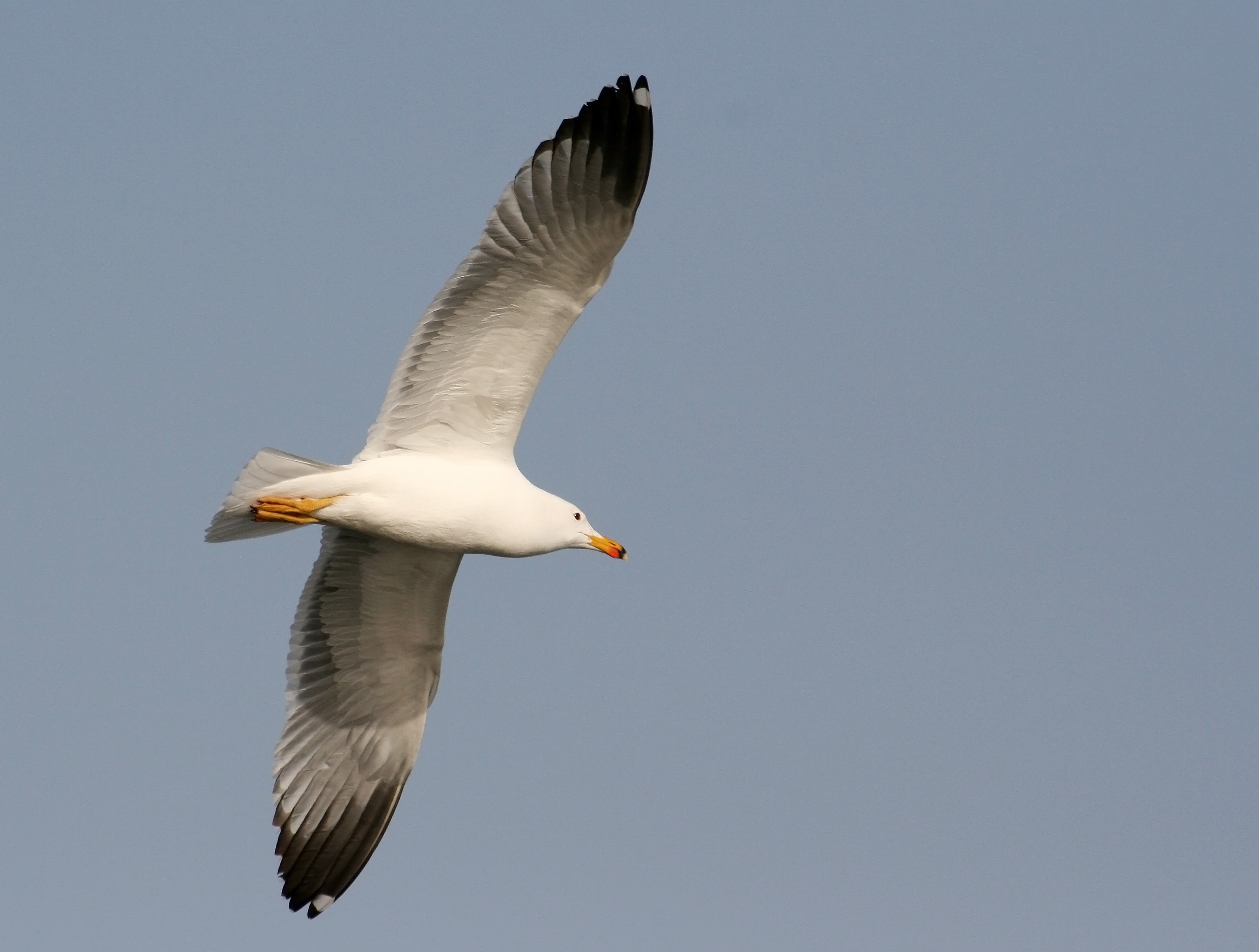
Армянская чайка
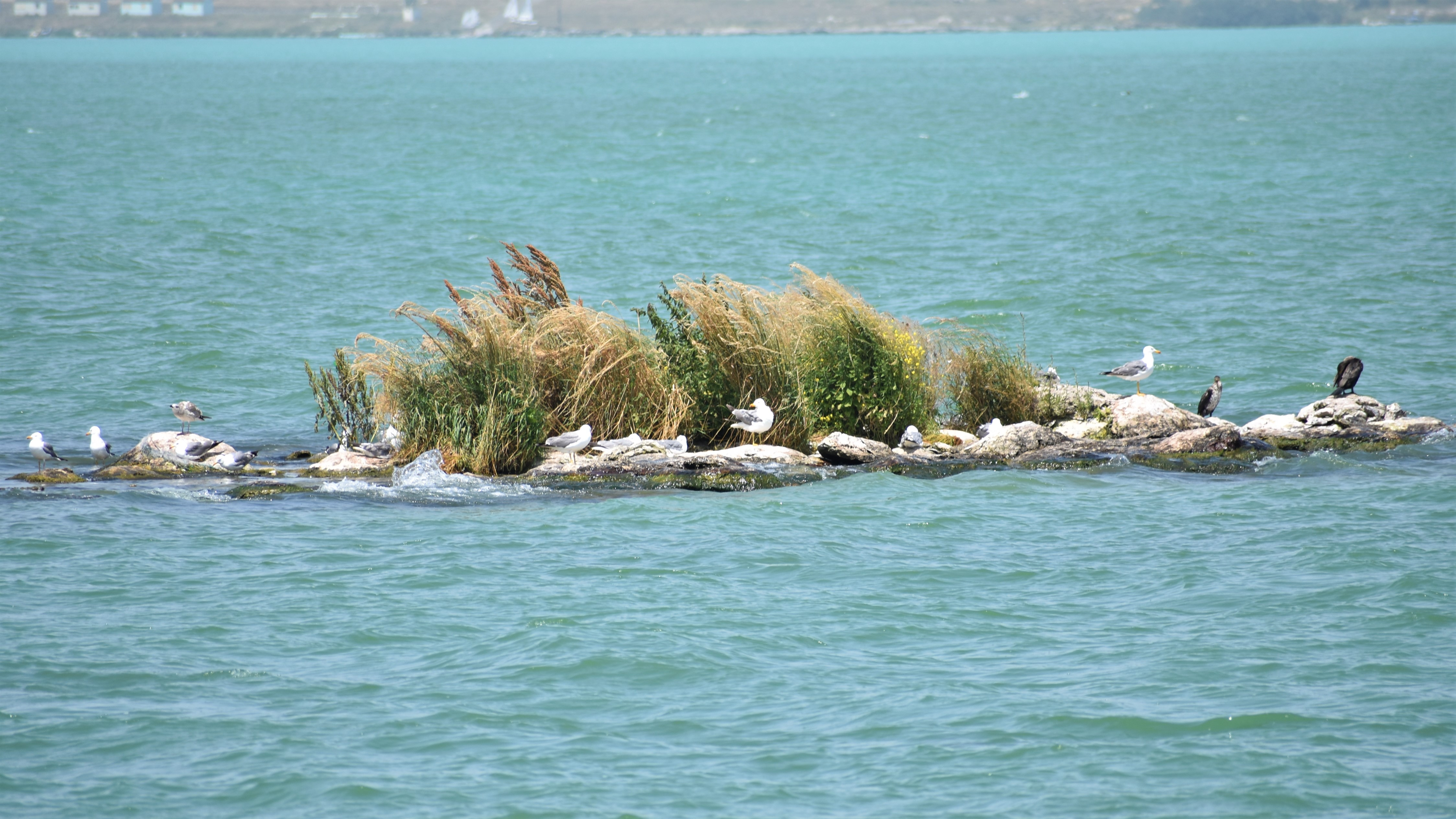

## Побережье
Значительная часть территорий (около 17 тыс. га), освобождённых вследствие спуска уровня озера, покрыта искусственными насаждениями, которые представляют собой сообщества сосны, тополя, лоха, облепихи и ряда других деревьев и кустарников. В буферной зоне из естественных древесно-кустарниковых видов произрастают можжевельник, шиповник, рябина, барбарис. Здесь много астрагалов и акантолимонов, среди которых есть целый ряд редких и исчезающих видов. В бассейне Севана сохранились также натуральные остаточные островки дуба, граба, клёна, можжевельника и смешанных сообществ.
Из исторических памятников самым знаменитым является монастырь Севанаванк, расположенный на полуострове близ города Севан в северо-западной части озера. Первоначально монастырь был расположен на острове, но из-за понижения уровня воды образовался перешеек, соединивший остров с сушей. Другой монастырь, расположенный на западном склоне, — Айриванк. В селе Арцванист на побережье озера находится монастырь X века Ваневан. На берегу озера расположено село Норатус, известное крупнейшим кладбищем хачкаров, насчитывающее около 900 хачкаров разных эпох и стилей. Хачкары также есть в селе Неркин Геташен на южном побережье. После понижения уровня воды были обнаружены многочисленные археологические артефакты возрастом 2000 лет и более (некоторые из них — бронзового века). Большинство этих артефактов находятся в музеях Еревана. На западном берегу озера находится вертолётная площадка.

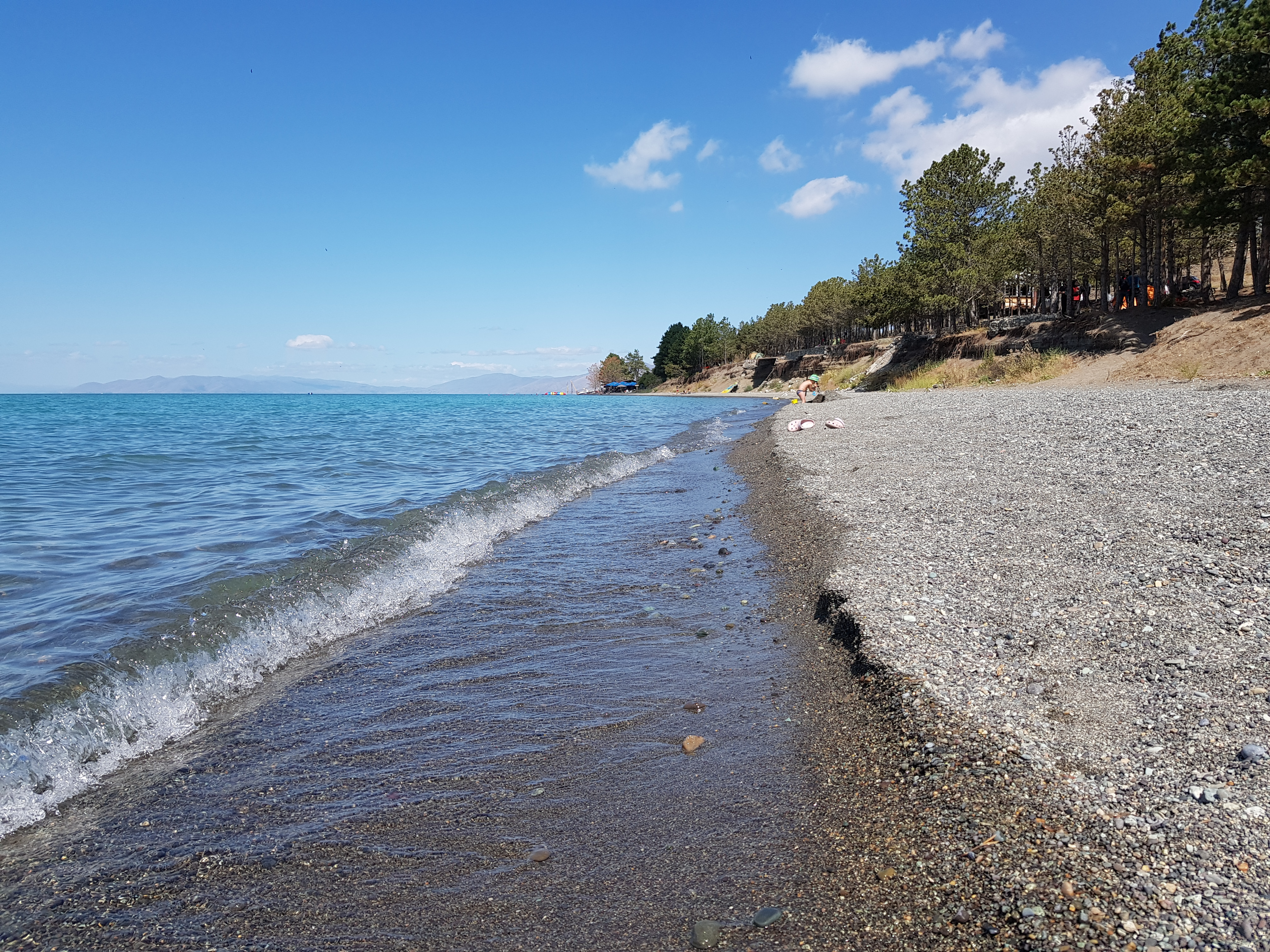
Берег озера
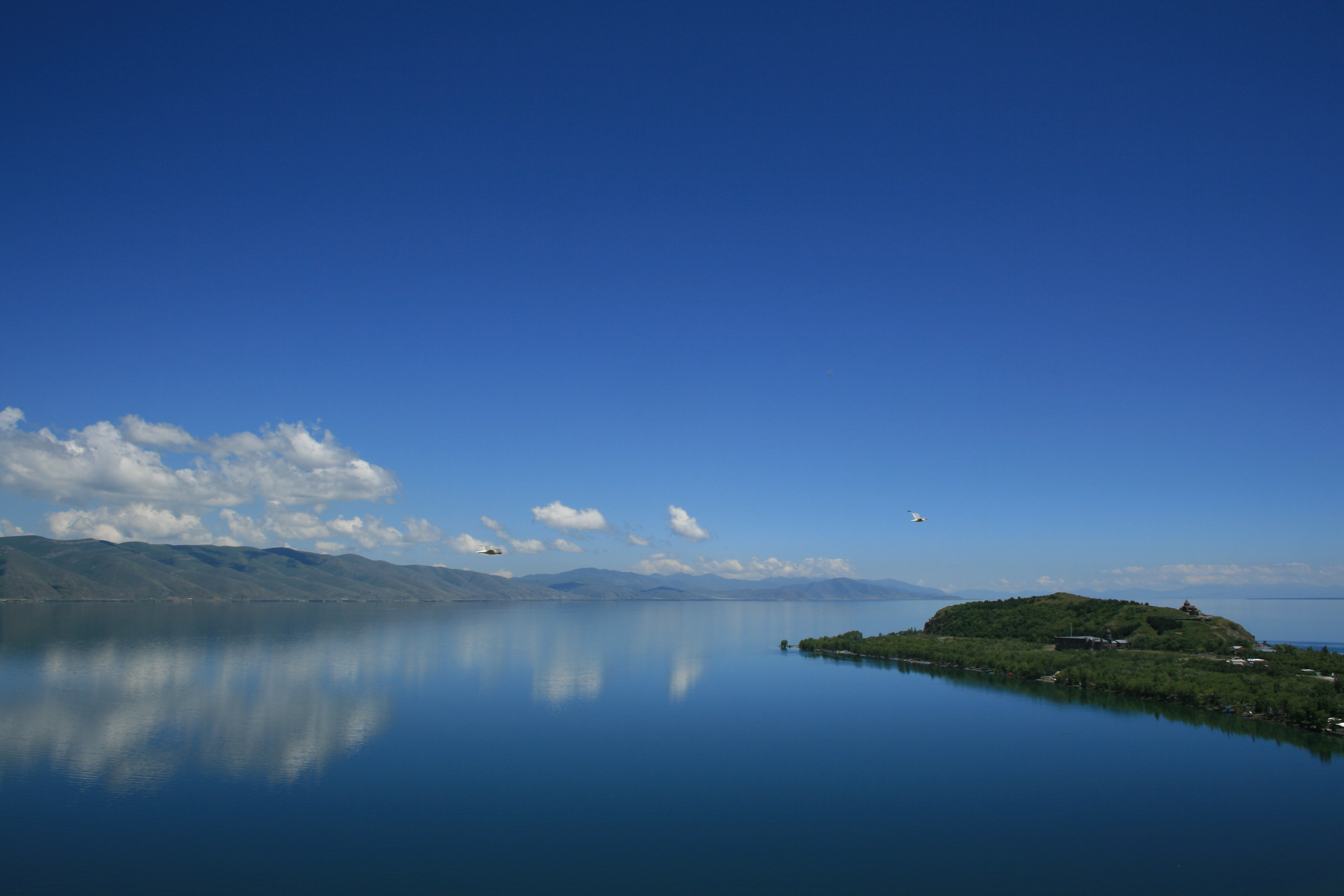
Вид на Севанский полуостров
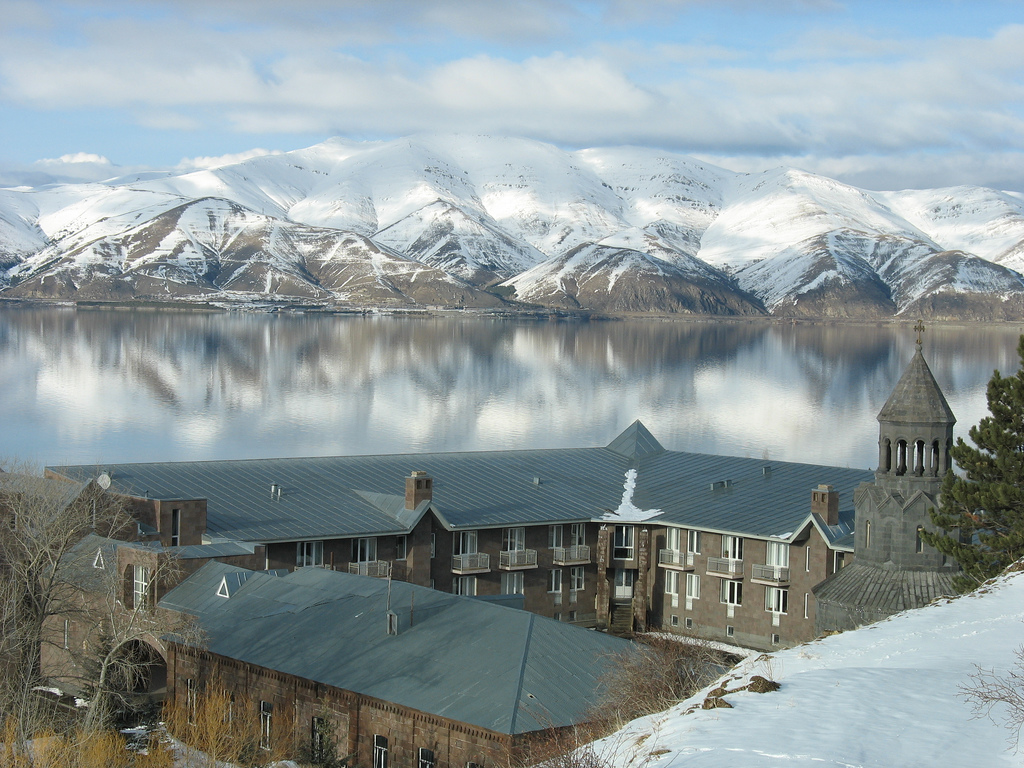
Духовная академия «Вазгенян»
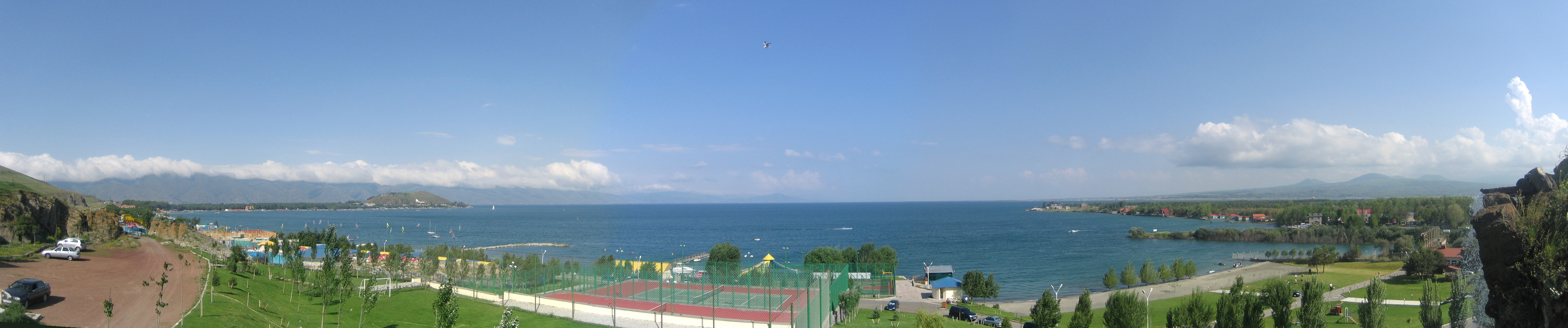
Панорама
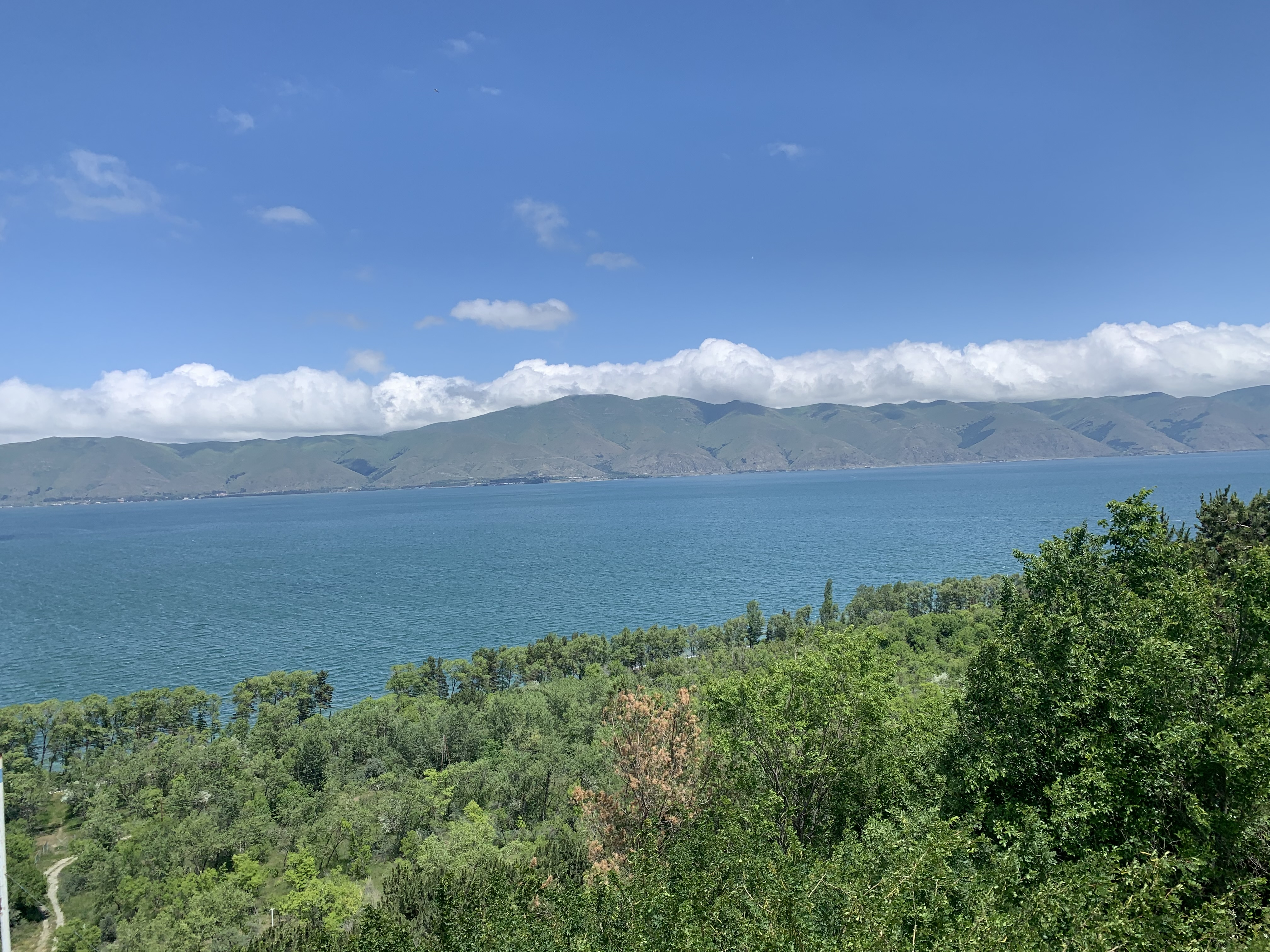
Вид с Севанского полуострова
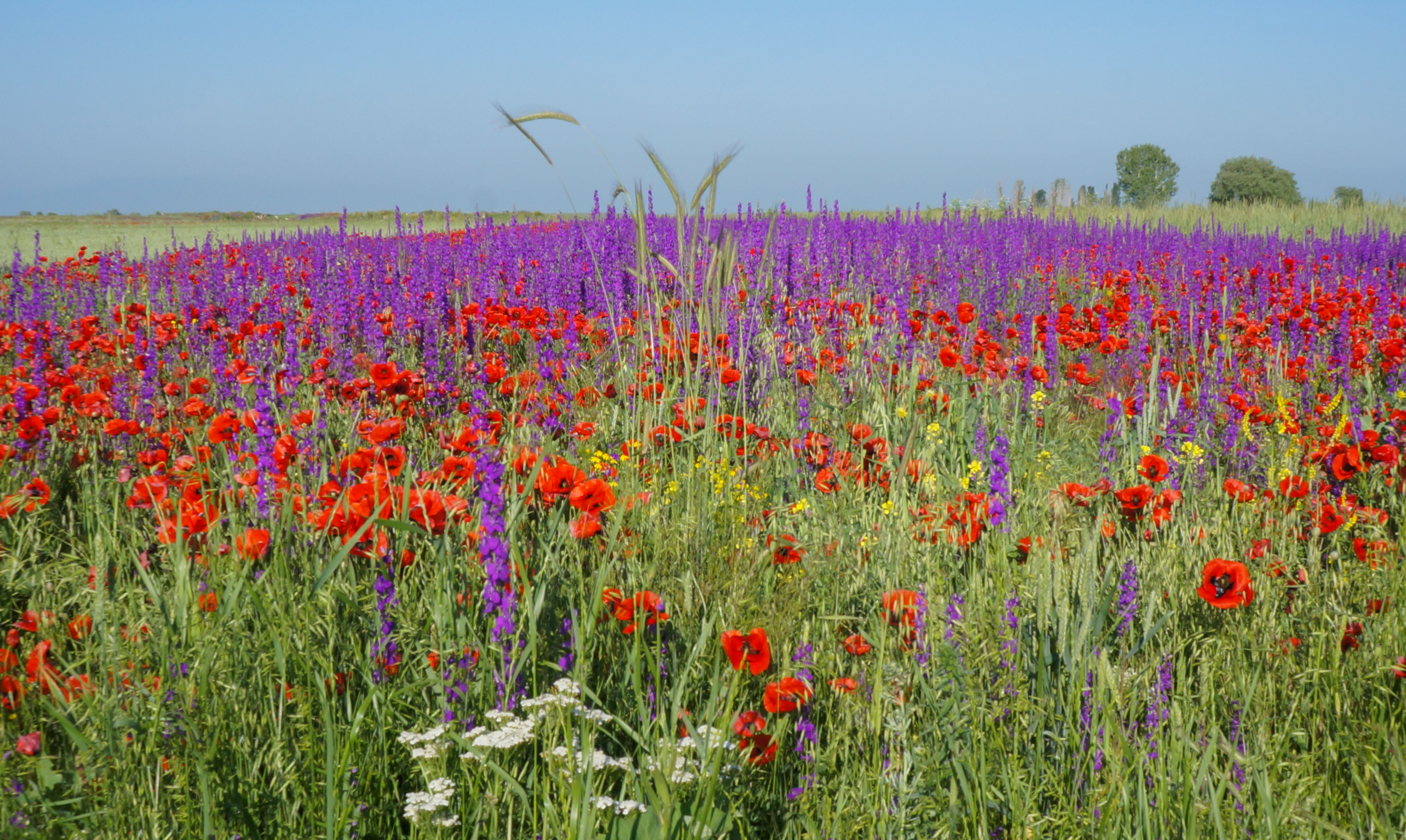

## Севанское пароходство
Под руководством опытного капитана дальнего плавания Ерванда Гаспаряна, переехавшего в Армению в 1921 году, по берегам Севана были построены необходимые для судоходства инженерные сооружения, в том числе несколько пристаней. Судоходство для транспортировки грузов и пассажиров было организовано на основе нескольких небольших моторных лодок, закупленных в каспийском пароходстве и в Батуми. В связи с ростом объёма перевозок потребовались более основательные транспортные средства. Корпус теплохода водоизмещением 1230 тонн был собран на временном стапеле во дворе армянского машиностроительного завода в мае 1934 года. Окончательная сборка производилась на стапелях на берегу Севана, в 1935 году теплоход «Микоян» был передан представителям пароходства и служил до самой ликвидации судоходства в связи с понижением уровня воды в озере.

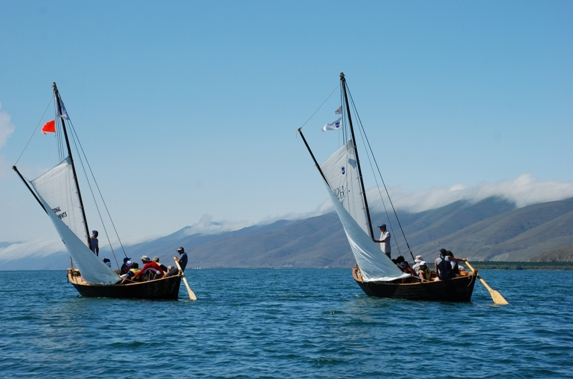
Традиционные парусные лодки озера Севан. Реконструкция Клуба морских исследований «Айас»[англ.]
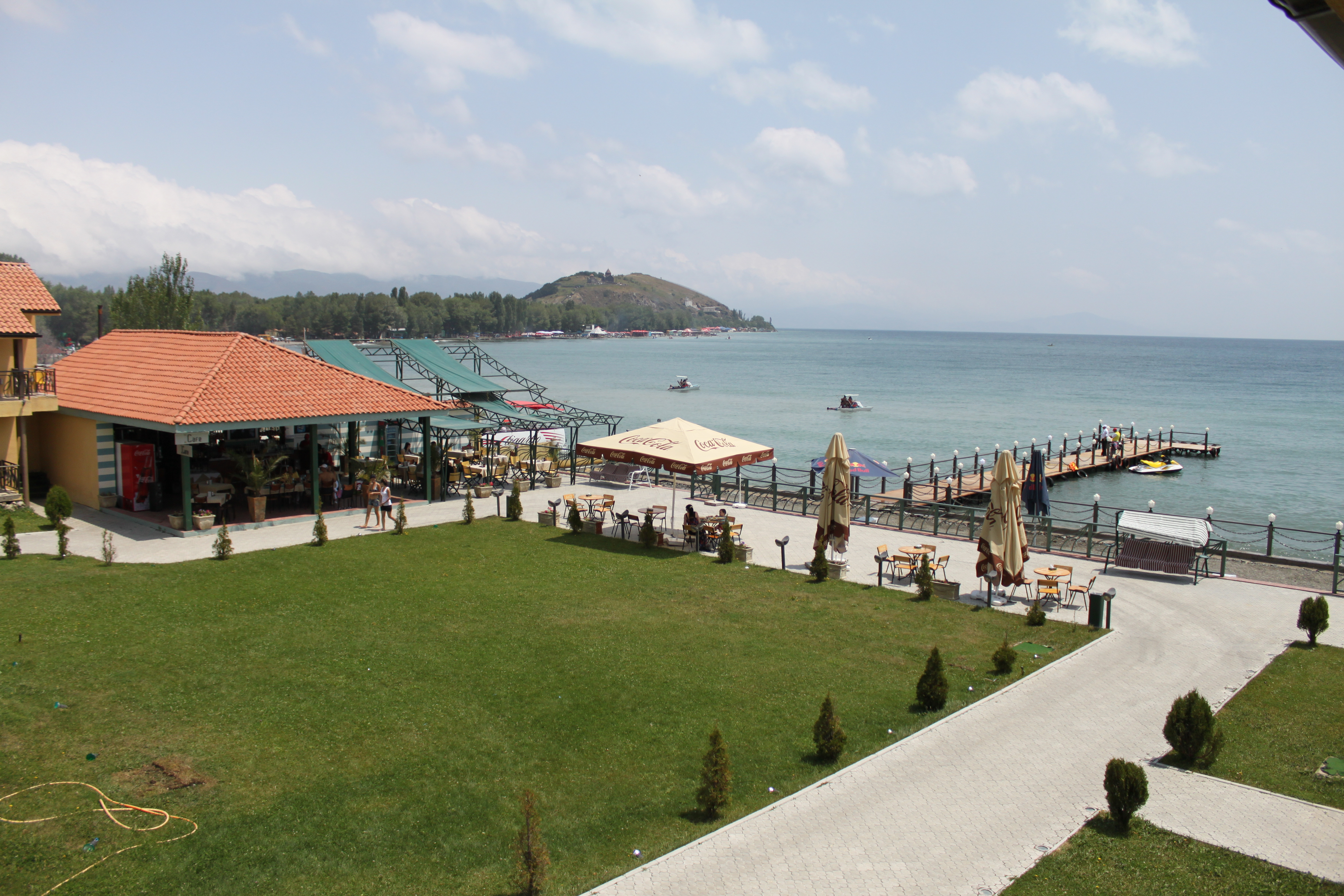
Прибрежный отель с примыкающим пляжем
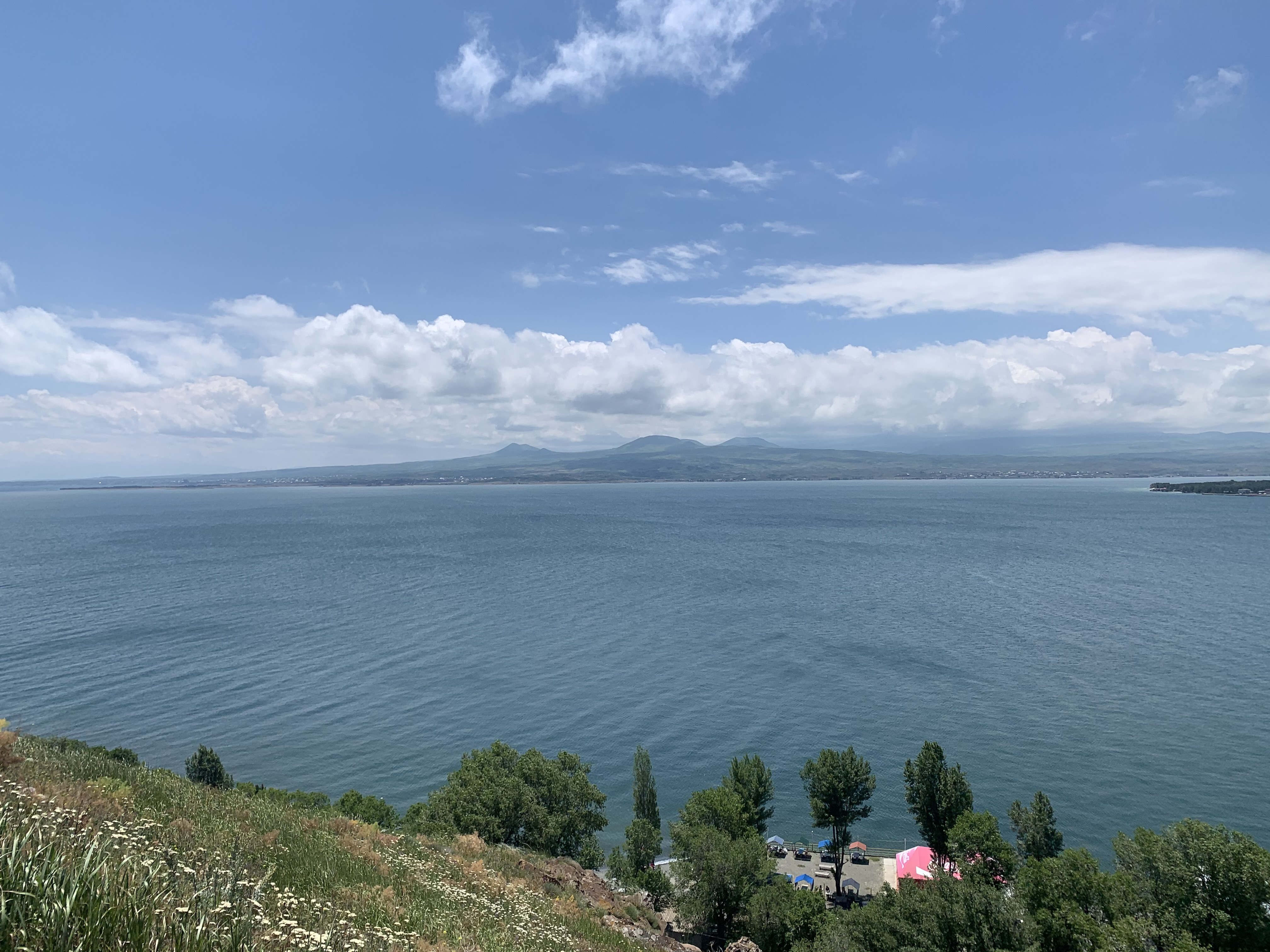
Вид на Севан из монастыря Севанаванк

## Затонувший деревянный корабль
26 июля 2012 года на дне Севана, на глубине порядка 16 метров, был обнаружен затонувший 18-метровый деревянный корабль. Согласно сообщению первооткрывателей, часть находки сохранилась почти целиком, другая часть оказалась повреждённой. На месте обнаружения корабля планируется провести подводные раскопки.

## Галерея

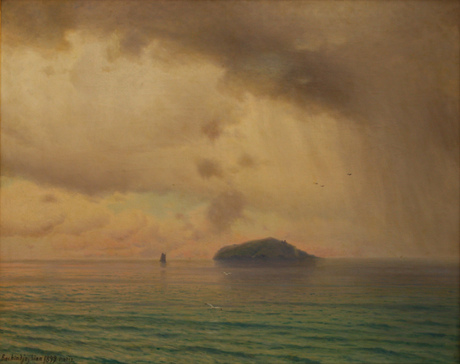
«Озеро Севан в дождливый день» Г. Башинджагян, 1899.
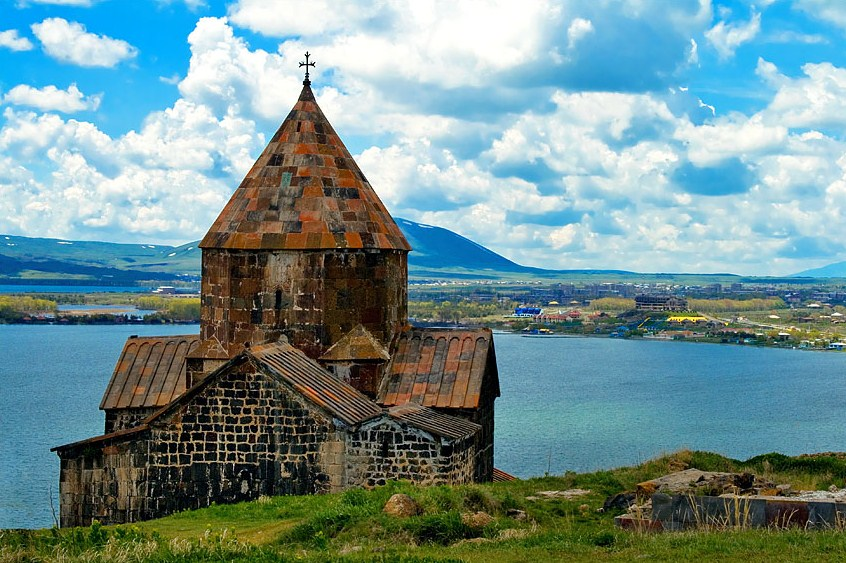
Монастырь Севанаванк, IX век
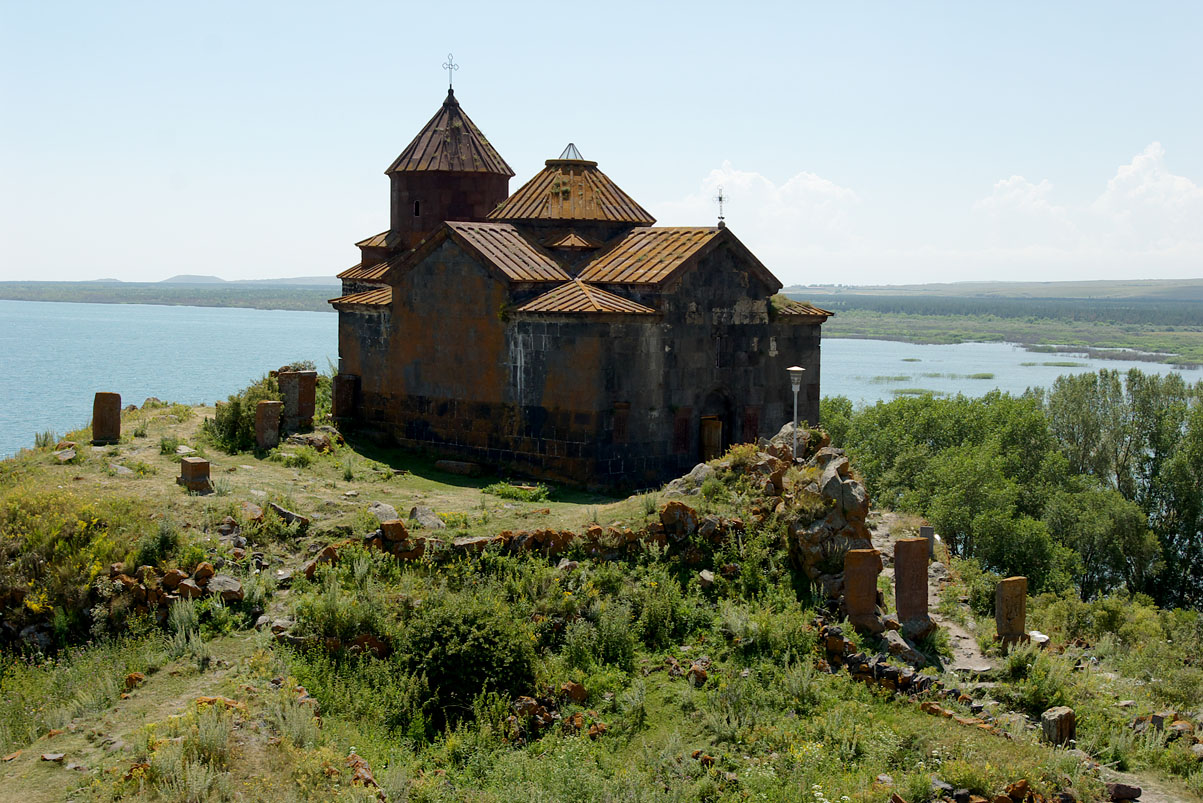
Монастырь Айраванк, IX—XIII века
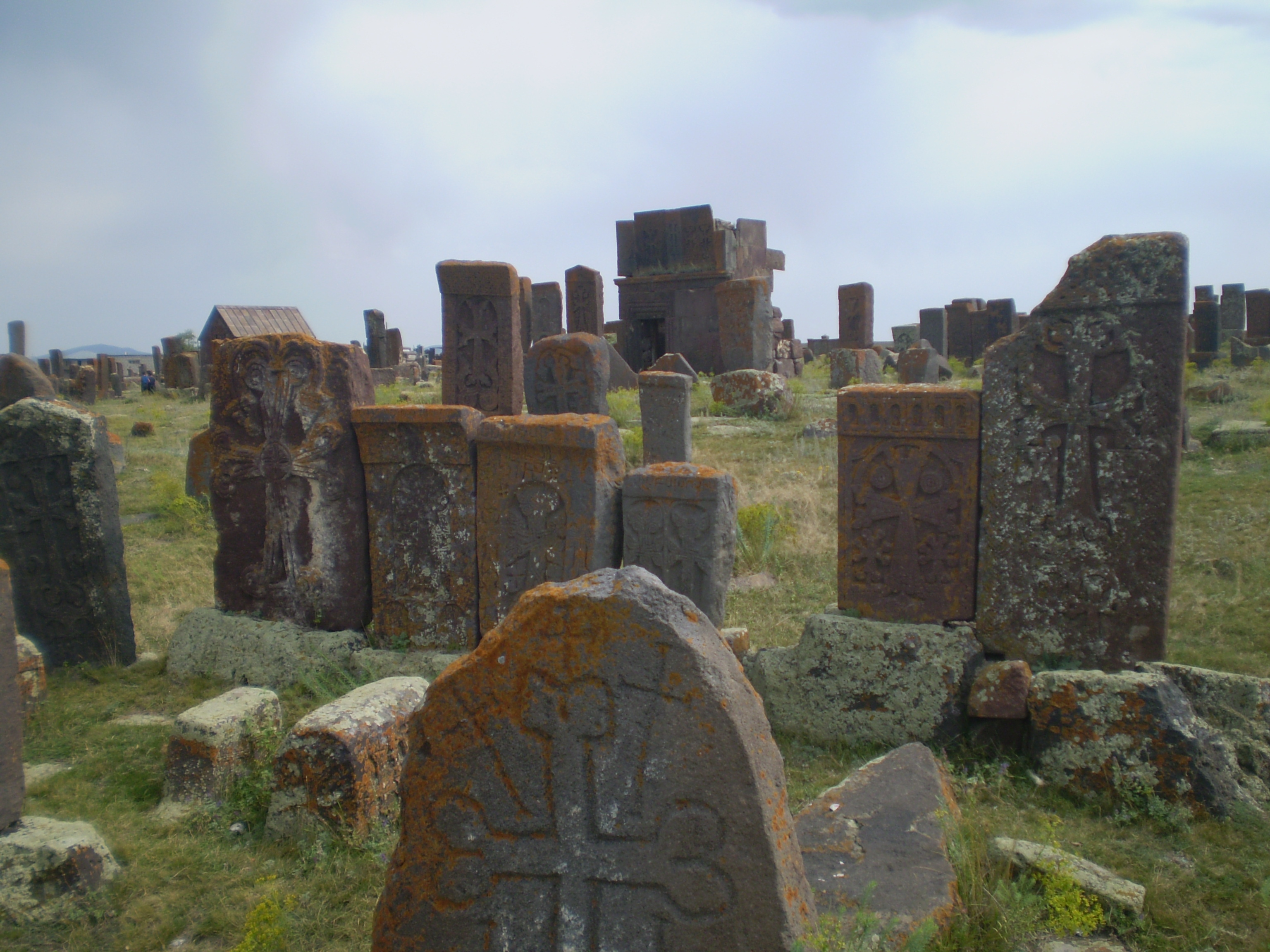
Средневековое кладбище Норатус на побережье озера. X—XVII века
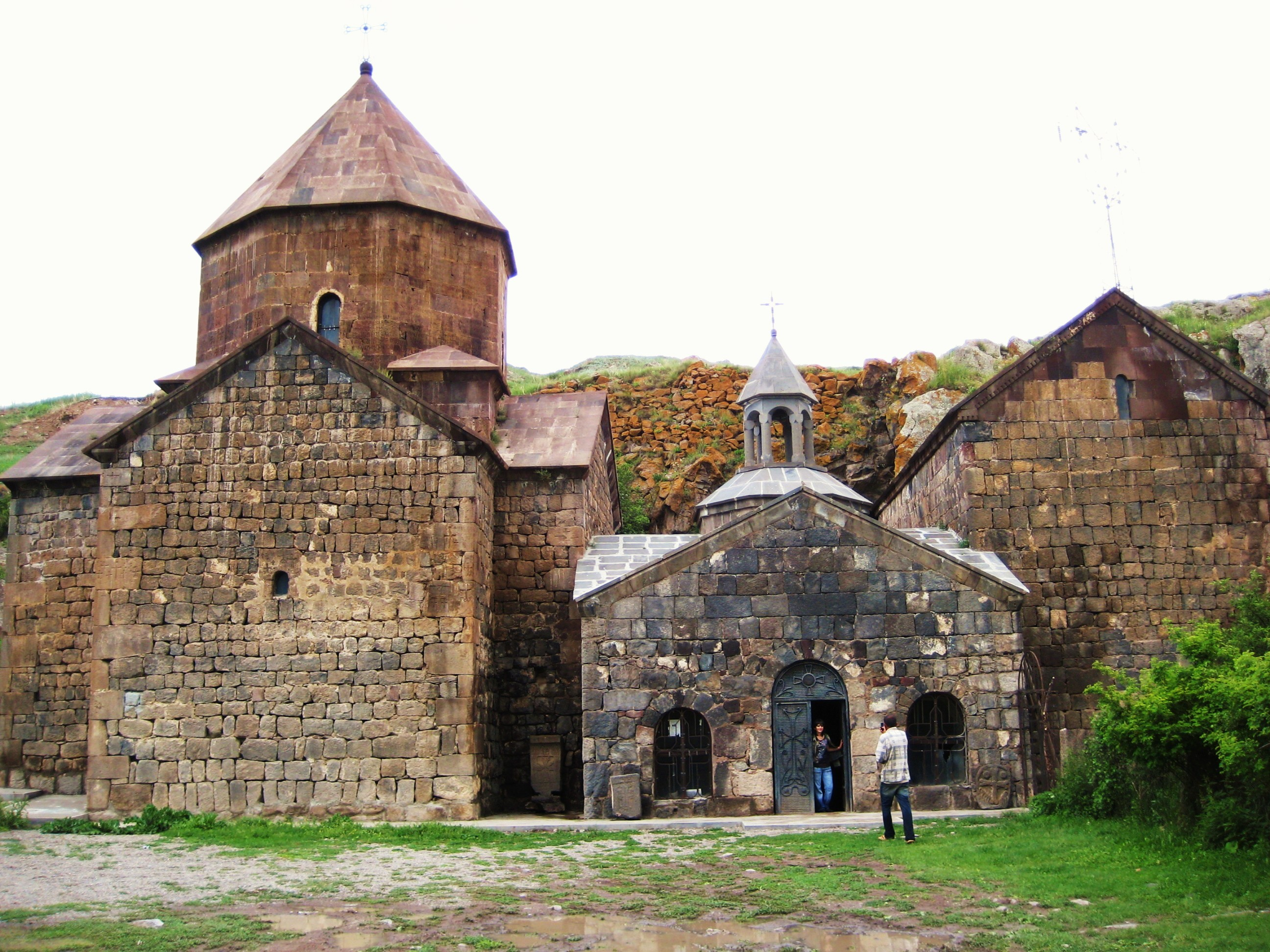
Ваневан, X век
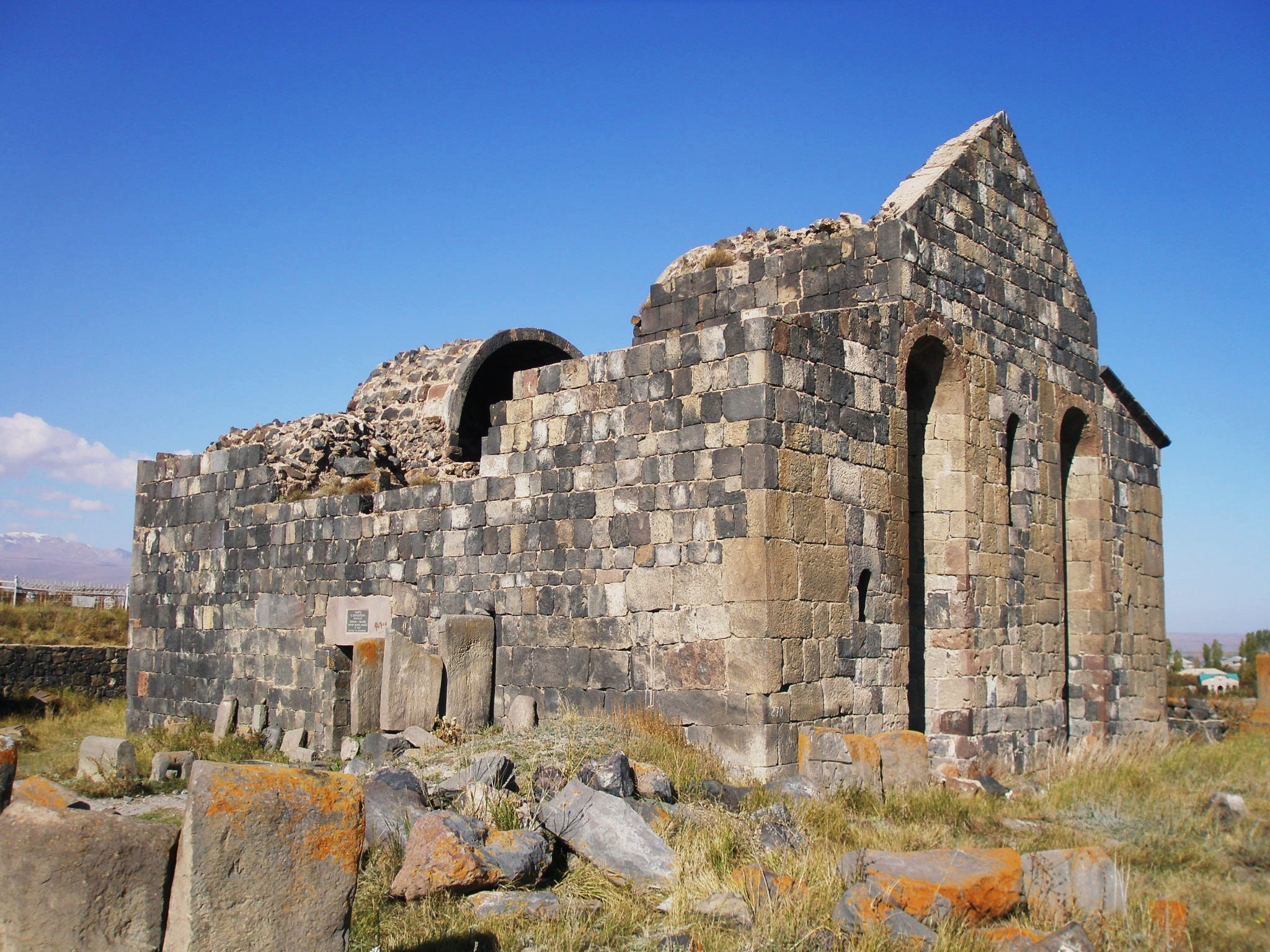
Котаванк. Основан князем Григор Супан II из рода Хайказун